# Aphyosemion bivittatum
 Aphyosemion bivittatum és una espècie de peix de la família dels aploquílids i de l'ordre dels ciprinodontiformes.

## Morfologia
Els mascles poden assolir els 5 cm de longitud total.

## Distribució geogràfica
Es troba a Àfrica: sud-est de Nigèria i sud-oest del Camerun.